# Pleasant Plains (Arkansas)
Pleasant Plains è un comune degli Stati Uniti d'America, situato in Arkansas, nella contea di Independence.